# Schistura nudidorsum
Schistura nudidorsum és una espècie de peix de la família dels balitòrids i de l'ordre dels cipriniformes.

## Morfologia
- Els mascles poden assolir els 7,5 cm de longitud total.
- Sense espines ni a l'aleta anal ni a la dorsal.
- 12 radis tous a l'aleta dorsal.
- Sense escates a l'àrea predorsal.
- Aleta caudal amb les vores dorsal i ventral de color taronja brillant.[2][3]

## Hàbitat i distribució geogràfica
És un peix d'aigua dolça, bentopelàgic i de clima tropical, el qual es troba a la conca del riu Mekong a Laos.

## Amenaces
Les seues principals amenaces són la construcció de preses, la desforestació, l'activitat agrícola i la mineria d'or.